# 奥勒留 (纽约州)
奥勒留（英語：Aurelius）是位于美国纽约州卡尤加县的一个镇，地处卡尤加县西部、紧邻奥本。2010年美国人口普查时，该镇有2792人。其名称来源于古罗马皇帝马可·奥勒留。